# Konveksno hlađenje
Konveksno hlađenje je "prirodno" hlađenje vazduhom nekog uređaja, agregata ili komponente. Tamo gde ne postoji potreba za forsiranim hlađenjem  hlađenje se vrši prirodnom cirkulacijom vazduha. Ipak to nekad nije dovoljno a potreba za forsiranim hlađenjem, koje je skuplje, se može izbeći, problem se rešava tako što se na deo koji je potrebno hladiti dodaju elementi od materijala koji se lako hlade, npr aluminijum tzv "Hladnjaci". 
Pri tome se neravnom i time povećanom površinom "hladnjaka" npr. rebrasta, postiže lakša izmena toplote između vazduha koji cirkuliše i dela koji se hladi. Da bi se ostvario bolji termički kontakt između npr. Mikroprocesora i hladnjaka, koriste se posebne paste koje propuštaju toplotu.
Kod konstrukcije elektronskih uređaja komponente, tranzistori i sl se montiraju blizu površine uređaja a hladnjak pri tome fizički viri iz uređaja da bi imao što bolji kontakt sa vazduhom koji cirkuliše i odvodi toplotu.
Ima se u vidu da je vazduh pri tlu uvek hladniji (u prostorijama) od onoga pri tavanici pa se hladnjaci postavljaju tako da se računa na cirkulaciju od dole na gore. Takođe je praksa da se delovi koje treba konveksno hladiti postavljaju pri zemlji tj. stopi uređaja..